# Периферија Тесалија
Периферија Тесалија (грч.  / Peripheria Thessalía) је једна од 13 периферија у Грчкој. Смештена је на средишњем делу Грчке и обухвата највећи део истоимене области Тесалија. Управно седиште периферије и њен највећи град је Лариса, а значајан је и град Волос.

## Положај и управна подела периферије
Положај: Периферија Тесалија се граничи се са:
- север: периферија Западна Македонија,
- североисток: периферија Средишња Македонија,
- исток: Егејско море,
- југ: периферија Средишња Грчка,
- југозапад: периферија Западна Грчка,
- запад: периферија Епир.

Подела: Периферија је подељена на 5 округа:
1. Кардица
2. Лариса
3. Магнезија
4. Споради
5. Трикала

Даља подела на општине изгледа према таблици:

## Географија
Рељеф: Тесалија је природно мешовита област, која покрива површину 14.037 km² у средишњем делу Грчке. Дата покрајина је заштићена планинама по ободу. На западу се налазе високи Пинди, на северу горостасни Олимп, на југу Тимористос, а на истоку (ка мору) Пелион. Средишњи део око градова Ларисе и Трикале је пространа равница, коју чини река Пинејос. То је највећа равница у држави, звана и „житница Грчке“. Источни део је изразито приморски (Егејско море), посебно Пагастеички залив и острвље Споради.
Клима: У приобалном делу клима је изразито средоземна, даље од мора она прелази у прелазни облик, да би на планинама и вишим деловима постала оштрија умерено континентална клима.
Воде: Покрајина Тесалија источном обалом излази на западни део Егејског мора. Покрајини припада и острвље Споради. Обала је већим делом стрма и теже приступачна. Од река најважнији је Пинејос.

## Историја
Погледати: Тесалија

## Становништво
У периферији Тесалија живи око 740.000 становника (процена 2010. године). Густина насељености је осредња (око 52 ст./km²), што је значајно мање од државног просека (око 80 ст./km²). Последњих година број становника стагнира. Средишњи, равничарски део и део уз Пагастеички залив су много боље насељени него планинско подручје на ободу покрајине.
Највећи број становника чине етнички Грци. Некадашње цинцарско становништво на Пиндима је махом погрчено. Последњих деценија по већим градовима се населио и мањи број усељеника из свих делова света.

## Привреда
Са привредног становишта Тесалија је привредно средње развијена област за ниво Грчке. У привреди предњаче већи градови, седишта округа. Град Волос је најважније привредно средиште са великом луком и бројним погонима тешке индустрије. У осталим градовима доминира лака индустрија, посебно прехрамбена индустрија, везана за развијено пољопривредно залеђе.
Због повољних природних услова, земљорадња је развијена у равници. Преовлађују средоземне културе (агруми, маслина), али и житарице.
Туризам је последњих деценија постао веома важна привредна грана, посебно на Спорадима (чувени Скјатос).